# Komitet Nauk Ekonomicznych Polskiej Akademii Nauk
Komitet Nauk Ekonomicznych Polskiej Akademii Nauk – jednostka organizacyjna Polskiej Akademii Nauk utworzona w 1952. Zakres działania Komitetu obejmuje „Ogólną teorię ekonomiki, historię myśli ekonomicznej, problematykę funkcjonowania i rozwoju gospodarki krajów Europy Środkowej i Wschodniej”. Działalnością Komitetu kieruje 7-osobowe prezydium.

## Prezydium Komitetu w kadencji 2011–2015
- Przewodniczący: prof. dr hab. Emil Panek
- Zastępcy: prof. dr hab. Bogusław Fiedor, prof. dr hab. Joanna Kotowicz-Jawor, prof. dr hab. Stanisław Owsiak
- Członkowie Prezydium: prof.dr hab. Adam Budnikowski, prof. dr hab. Krzysztof Jajuga, prof. dr hab. Stanisław Urban
- Sekretarz Naukowy: prof. dr hab. Andrzej Czyżewski[2]

## Skład Komitetu w kadencji 2011–2015
- dr hab. Leszek Balcerowicz
- prof. dr hab. Andrzej Barczak
- prof. dr hab. Marek Belka
- prof. dr hab. Ryszard Borowiecki
- prof. dr hab. Tadeusz Borys
- prof. dr hab. Adam Budnikowski
- dr Andrzej Byrt
- prof. dr hab. Henryk Chołaj
- prof. dr hab. Andrzej Czyżewski
- prof. dr hab. Czesław Domański
- prof. dr hab. Bogusław Fiedor
- prof. dr hab. Marian Gorynia
- prof. dr hab. Wiesław Grudzewski
- prof. dr hab. Jerzy Hausner
- prof. dr hab. Krzysztof Jajuga
- prof. dr hab. Wacław Jarmołowicz
- prof. dr hab. Leszek Jasiński
- prof. dr hab. Bogdan Klepacki
- prof. dr hab. Grzegorz Kołodko
- prof. dr hab. Joanna Kotowicz-Jawor
- prof. dr hab. Eugeniusz Kwiatkowski
- prof. dr hab. Jan Lichtarski
- prof. dr hab. Elżbieta Mączyńska
- prof. dr hab. Bogdan Nogalski
- prof. dr hab. Stanisław Owsiak
- prof. dr hab. Emil Panek
- prof. dr hab. Walenty Poczta
- prof. dr hab. Marek Ratajczak
- prof. dr hab. Maria Romanowska
- prof. dr hab. Zdzisław Sadowski
- prof. dr hab. Andrzej Sławiński
- prof. dr hab. Danuta Strahl
- prof. dr hab. Franciszek Tomczak
- prof. dr hab. Stanisław Urban
- prof. dr hab. Aleksander Welfe
- prof. dr hab. Władysław Welfe
- prof. dr hab. Andrzej Wiatrak
- prof. dr hab. Jerzy Wilkin
- prof. dr hab. Andrzej Wojtyna
- prof. dr hab. Leszek Żabiński
- prof. dr hab. Jerzy Żyżyński[3]

## Członkowie Komisji przed 2011
- prof. Zofia Morecka